# Каликстинцы

Хоругвь чашников

Каликстинцы (чеш. Kališníci от лат. calix — чаша), подобои, утраквисты (лат. utraque specie — под двумя видами) или просто чашники — умеренное крыло гуситского движения в Чехии в XV веке, в противоположность таборитам. Название произошло из-за требования причащаться обоими видами причастия, то есть хлебом и вином (из чаши), а не только хлебом, как было установлено в католицизме.
Программа изложена в Пражских статьях 1420 года. Чашники стремились к ликвидации засилья в Чехии немецких феодалов и немецкого городского патрициата, добивались секуляризации церковных земель, свободы проповеди в духе гусизма. В ноябре 1433 года чашники пошли на соглашение с католической церковью, в дальнейшем утверждённое Базельским собором (Базельские компактаты), и выступили против таборитов, нанеся им в битве при Липанах 30 мая 1434 года решающее поражение.
Также название «чашники» могло употребляться по отношению ко всем гуситам, так как символ чаши был общим для движения.